# Red Line 7000
Red Line 7000 is een Amerikaanse actiefilm uit 1965 onder regie van Howard Hawks.

## Verhaal
De vriend van Holly McGregor is een autocoureur. Samen met Mike Marsh rijdt hij in de ploeg van Pat Kazarian. Holly's vriend sterft tijdens een race in Daytona. Als de jonge Ned Arp zich aansluit bij de ploeg, maakt hij meteen avances naar Julie, de zus van Pat Kazarian. Ook de rokkenjager Dan McCall wordt lid van de ploeg van Kazarian. Hij brengt zijn vriendin Gabrielle Queneau mee, maar hij valt al gauw voor Holly.

## Rolverdeling
| Acteur               | Personage         |
| -------------------- | ----------------- |
| James Caan           | Mike Marsh        |
| Laura Devon          | Julie Kazarian    |
| Gail Hire            | Holly McGregor    |
| Charlene Holt        | Lindy Bonaparte   |
| John Robert Crawford | Ned Arp           |
| Marianna Hill        | Gabrielle Queneau |
| Skip Ward            | Dan McCall        |
| Norman Alden         | Pat Kazarian      |